# Gliśno Wielkie
Gliśno Wielkie (kaszub. Wiôldźé Glisno; niem. Glisno) – wieś kaszubska w Polsce, położona w województwie pomorskim, w powiecie bytowskim, w gminie Lipnica, na Pojezierzu Bytowskim, w regionie zwanym Gochami, nad jeziorem Kamieniczno.
W latach 1975–1998 wieś administracyjnie należała do województwa słupskiego.
Wieś jest siedzibą sołectwa "Gliśno Wielkie". W kierunku północnowschodnim znajduje się wzniesienie Siemierzycka Góra (256 m n.p.m.). Miejscowość jest również placówką Ochotniczej Straży Pożarnej. Prowadzi tędy również turystyczny  Szlak Krainy Lasów i Jezior.

## Integralne części wsi
| SIMC    | Nazwa    | Rodzaj    |
| ------- | -------- | --------- |
| 0746886 | Na Górze | część wsi |

## Historia
Gliśno Wielkie jest starym siedliskiem kaszubskiej szlachty zagrodowej. Do 1919 roku miejscowość była pod administracją zaboru pruskiego i nosiła urzędową nazwę niemiecką Glisno. Od zakończenia I wojny światowej wieś ponownie należy do Polski (północne krańce stanowiły ówczesną granicę polsko-niemiecką). W okresie 20. lecia międzywojennego należała do ówczesnego powiatu chojnickiego. Z Gliśna i okolic wywodzi się ród Gliszczyńskich. Podczas okupacji nazistowscy propagandyści niemieccy (w ramach szerokiej akcji odkaszubiania i odpolszczania nazw niemieckiego lebensraumu) zweryfikowali nazwę jako zbyt kaszubską lub nawet polską i przemianowali ją na nowo wymyśloną i bardziej niemiecką – Glissensee.
Miejscowy nauczyciel (również wójt Borzyszków) Józef Słomiński został jesienią 1939 zamordowany przez tutejszych Niemców.
Jego imię nadano ośrodkowi zdrowia w Lipnicy.